# 巴克萊威福斯教堂
巴克萊威福斯教堂（Barclay Viewforth Church）是蘇格蘭教會愛丁堡教區的一座教區教堂，位於愛丁堡Bruntsfield和Tollcross地區的交界處。教堂建築的設計者是Frederick Thomas Pilkington，開始修建於1862年，在1864年竣工。現在教堂被列入A級建築。

## 外部連結
- Barclay Viewforth Church of Scotland Website （页面存档备份，存于）
- Edinburgh City Council architects site

55°56′25.71″N 3°12′12.51″W / 55.9404750°N 3.2034750°W